# Lophocalyx
Lophocalyx is een geslacht van sponsdieren uit de klasse van de Hexactinellida.

## Soorten
- Lophocalyx atlantiensis Menshenina, Tabachnick, Lopes & Hajdu, 2007
- Lophocalyx biogasi Menshenina, Tabachnick, Lopes & Hajdu, 2007
- Lophocalyx brasiliensis Menshenina, Tabachnick, Lopes & Hajdu, 2007
- Lophocalyx moscalevia Tabachnick, 1988
- Lophocalyx oregoni Menshenina, Tabachnick, Lopes & Hajdu, 2007
- Lophocalyx philippinensis (Gray, 1872)
- Lophocalyx profunda Janussen & Reiswig, 2009
- Lophocalyx pseudovalida Menshenina, Tabachnick, Lopes & Hajdu, 2007
- Lophocalyx reiswigi Menshenina, Tabachnick, Lopes & Hajdu, 2007
- Lophocalyx spinosa Schulze, 1900
- Lophocalyx suluana Ijima, 1927
- Lophocalyx topsenti Janussen & Reiswig, 2009